# زیردریایی یو-۲۴۴
زیردریایی یو-۲۴۴ (به انگلیسی: German submarine U-244) یک زیردریایی بود که طول آن ۶۷٫۱ متر (۲۲۰ فوت ۲ اینچ) بود. این زیردریایی در سال ۱۹۴۳ ساخته شد.